# 终结者3
是一部2003年上映的科幻动作電影，由強納森·莫斯托執导，主演是阿諾·舒華辛力加、尼克·斯塔爾、克萊兒·丹妮絲和克莉絲汀娜·羅肯。本片为「未來戰士電影系列」的第三部作品。

## 劇情
原定於1997年的「審判日」並未發生。约翰·康纳在母親莎拉·康納因白血病去世後，一直留在洛杉磯流浪，與世隔絕，讓自己永遠不會被世人找到。意外的是，雖然歷史被改變，但是未來的「天網」仍然存在且更加聰明，派遣了一名更為先進、以堅固金屬構造、唯一附有著女性人形骨架的「T-X」終結者回到了2004年7月24日，此時間點適合消滅所有會成為反抗軍的可能成員，而人類反抗軍也決定再度派遣了一名外形與原來一模一樣的「T-850」終結者來到過去，去保護T-X要終結最後兩個目標：約翰·康納本人與他未來的妻子兼副領袖凱特·布魯斯特。
T-X首先相繼終結了幾名在未來會成為人類反抗軍中尉的大學生，最後來到凱特·布魯斯特所工作的寵物醫院。當時，約翰·康納因為腿受傷而溜進一家寵物醫院中去偷藥，但也剛好與院中的凱特醫生撞個正著而被她關進籠子裏，此時T-X走進醫院中在地上找到了約翰留下的血跡，於是開始逼問凱特他的位置。此時，T-850開車直接將T-X撞進建築中，但也剛好撞毀了周圍的煤氣桶而引起爆炸，T-850將不知究裡的凱特關在卡車車廂中後找到了約翰，再讓約翰開車立刻離開。當警察和消防員來到火場，T-X利用了自己手上的控制注射器遙控了幾部警車和消防車后開著一輛吊車追殺，而T-850則是搶了一輛警用摩托車尾隨在後。在一場驚險的街道追逐戰後，T-850成功癱瘓了T-X所有的計畫而救走了約翰與凱特。
T-850帶著兩個人穿越了沙漠，期間解釋說未來戰役依然存在是因為約翰等人在1995年所做的一切頂多只是緩兵之計，在生化系統公司被毀之後以為不復存在的天網計畫，其實是秘密被軍方接手並早已複製了成果。幾個人最後來到了埋葬莎拉·康納的墓園，卻發現莎拉的棺材中裝的都是莎拉遺囑中要求的武器，約翰解釋自己母親莎拉被診斷出白血病後堅強的活到了1997年，目的就是為了證實審判日沒到來。突然，警察趕到現場，凱特趁機逃跑，而T-850將約翰藏在棺材後抬出去再放進一輛靈車內，T-X變成未婚夫的模樣並找到凱特後準備幹掉她的時候，T-850駕駛靈車救了她。來到安全地帶後，T-850在轉移資源到一輛房車時打算將兩人帶到墨西哥避開主戰區，因為審判日的第一輪核彈打擊即將在當天下午18:18分開始侵略美國，又從T-850口中得知凱特的親生父親羅伯特·布魯斯特就是軍方重啟天網的負責人，也許可以制止天網的行動。於是，T-850在凱特的命令下帶著兩人前往羅伯特所在的空軍基地，卻在期間向兩人透露出自己其實就是在2032年7月4日時刺殺了約翰·康納、而被凱特本人修改程序的終結者。
在空軍基地中，羅伯特發現了一個能入侵全球電腦系統的神秘病毒，他面臨著被國防將軍下令開啟天網的壓力而感到焦頭爛額，但由於被保證事情結束後能夠換取無限資金、並認為天網是唯一能夠殺死神秘病毒的唯一方法而按下了啟動按鈕。按鈕一按，天網似乎早有預謀，開始與網路系統連接，很快癱瘓了工業設施並操控科技對人類進行反擊。而T-X趁虛而入後開槍打傷了羅伯特，T-850趕到後用榴彈發射器將T-X打進電梯井中，突然，空軍基地中所有的地面、空中自動防禦武器（第一代終結者）全部自行啟動開始對人類大開殺戒，而羅伯特在臨死之際將三個人帶到自己辦公室、從保險箱中拿出一個密碼本與水晶峰的位置：一個位於內華達山脈中修建的軍事基地，最後對自己女兒與全人類為打開了“潘多拉盒子”而表示了歉意後逝世。三個人發現此地不宜久留後決定開軍事基地的飛機前往，但T-X再度追上來而使得T-850留下與她展開一場死鬥，結果T-X在重擊T-850後利用注射器支配了其系統。
約翰與凱特利用粒子加速器的通道跑到飛機庫，T-X追趕時卻被粒子加速器吸上無法動彈，但此時被T-X設定為殺死約翰的T-850走了過來，原本即將殺死約翰卻無法下手，最後將自己關掉。兩人於是立刻開飛機前往水晶峰，也在到達後在軍事基地中發現一個巨大防核閘門，兩人於是開始輸入登錄密碼。突然，破壞了粒子加速器的T-X駕駛直升機衝入軍事基地，當她剛要攻擊時，又一架大型直升機直接撞進了基地中而將T-X碾了過去，兩人走到殘骸一看，發現駕駛者是重新開機以及恢復程序的T-850。防核閘門當時因為程序出錯而開始再度關了起來，T-850跑到閘門底下將門支撐住而讓約翰與凯特爬進去，已經失去人形外表與雙腿的T-X再度爬出殘骸打算去抓約翰時，T-850拔出自己僅存的一顆氫電池放進了她的嘴中，最後引爆與她一起同歸於盡。
兩人脫離險境後開始啟動C4炸彈而打算將天網主機全部炸毀，卻在來到目的地後發現地下設施中根本沒有什麼天網主機，反而只是一個災難發生時為政府高官準備的核彈庇難所。當約翰對眼前的一切感到不解時，凱特領略到自己父親與T-850將兩人騙到此處就是為了保住他們的性命。而在基地外圍，天網破解並奪得了世界地下核導彈的控制權後，開始向各個主要城市發射核彈消滅人類，審判日終究還是到來了，如同莎拉·康納所說過的，三十億人口一轉眼就被奪去生命，而取代而之的則是數不盡的終結者機器人。當軍方利用緊急播報系統傳送信息到水晶峰時，約翰將引爆器關掉來保命，並決定肩負反抗軍領袖的責任，與凱特手牽手對全世界倖存的人類發出預警信號，打響了「人類與機械的大戰」。

## 演員
- 阿諾·舒華辛力加 飾 終結者「T-850」——T-800型號的升級版本，动力换成更强劲的2枚氢电池(但受损后会有核爆炸的危险)，但一直擁有原來的男性人形。被2032年的人類反抗軍傳送回來守護約翰和凱特的終結者。
- 尼克·斯塔爾 飾 約翰·康納（John Connor）——人類反抗軍的未來領袖，但由於過去造成的陰影以及母親去世後開始浪跡天涯，只為了逃避自己的命運。
- 克萊兒·丹妮絲 飾 凱特·布魯斯特（Kate Brewster）——約翰未來的妻子，也是反抗軍未來的副指揮，在戰爭開始之前原本只是一個普普通通的獸醫。
- 克莉絲汀娜·羅肯 飾 終結者「T-X」——唯一一個附有女性人形的高級終結者機器人，也能變成其他人形，武器多、技術精密先進，被傳送到戰爭開始前消滅掉約翰·康納和未來的反抗軍幹部們。
- 大衛·安德魯斯（英语：David Andrews (actor)） 飾 羅伯特·布魯斯特（Robert Brewster）——凱特的親生父親，主掌天網計畫的空軍中將，也是因為他而使得天網再度重啟。
- 馬克·法姆吉列蒂 飾 Scott Mason，凱特的未婚夫，後來被T-X殺害。
- 厄爾·波恩（英语：Earl Boen） 飾 Dr. Peter Silberman，犯罪心理醫師。

## 迴響

### 評價
爛番茄根據204條評論，獲得69%的新鮮度，平均得分6.55／10。在Metacritic上，電影獲得66分。